# Водяника
Водяни́ка или ворони́ка (лат. Émpetrum) — род вечнозелёных низкорослых стелющихся кустарничков семейства Вересковые (Ericaceae) с листьями, похожими на хвоинки, и невзрачными цветками; широко распространены в Северном полушарии, также встречаются в Южной Америке. Используются как декоративные растения.

## Название
Латинизированное название рода происходит от греческих слов en «на» и petros «камень» — и связано с местообитанием растения.
Согласно энциклопедическому словарю Брокгауза и Ефрона в конце XIX века также использовались названия обыкновенный ерник, черный ерник, ягодный ерник, вороница, верис, голубинец, лыха, шикша.
Название водяника дано растению, скорее всего, по причине малого количества мякоти и большого количества пресного сока.
Другие русские названия растения — багновка, вороника (по цвету ягоды), ворониха, вороница, воронье пиво, воронье пивушко, вороньяк, вороняга, дорогая трава, медвежья ягода, пивушка, пивушко воронье, психа, псих-ягода, пьянка, сика, сикса, синявишна трава, сиха, ссиха, ссыха, сциха, стиха, чёрная трава, шикша. Большая часть этих названий так или иначе обыгрывает цвет, консистенцию или мочегонное действие ягод.
Названия на других языках — англ. Crowberry, нем. Krähenbeeren, фин. Variksenmarjat, фр. Camarine — могут быть дословно переведены как воронья ягода. Ещё одно финское название растения — sianmustikka (в дословном переводе — «свиная черника», от sika «свинья», см. русские названия сикса, шикша).

## Распространение и экология
Водяника распространена по всему Северному полушарию — от зоны с умеренным климатом до субарктической зоны (Россия, континентальная Западная Европа от Финляндии до Испании, Великобритания, Исландия, Гренландия, США, Канада, Япония, Корея, северный Китай, Монголия). Встречается водяника также и в Южном полушарии — в Чилийских Андах, на Огненной Земле, на Фолклендских (Мальвинских) островах, а также на островах Тристан-да-Кунья. В России растение широко распространено в северных областях, в Сибири, на Дальнем Востоке, в том числе на Сахалине, Камчатке и Курильских островах; встречается и в нечернозёмной полосе. Родина водяники — Северное полушарие. Её нынешнее биполярное распространение связано с проникновением растения на юг во время ледниковой эпохи.
Типичные места обитания растения — сфагновые болота, мохово-лишайниковые и каменистые тундры, хвойные (обычно сосновые) леса, где часто образует сплошной покров. Водяника встречается также на открытых песках (косах, дюнах), на гранитных обнажениях; в горах растёт в субальпийском и альпийском поясе.

## Ботаническое описание

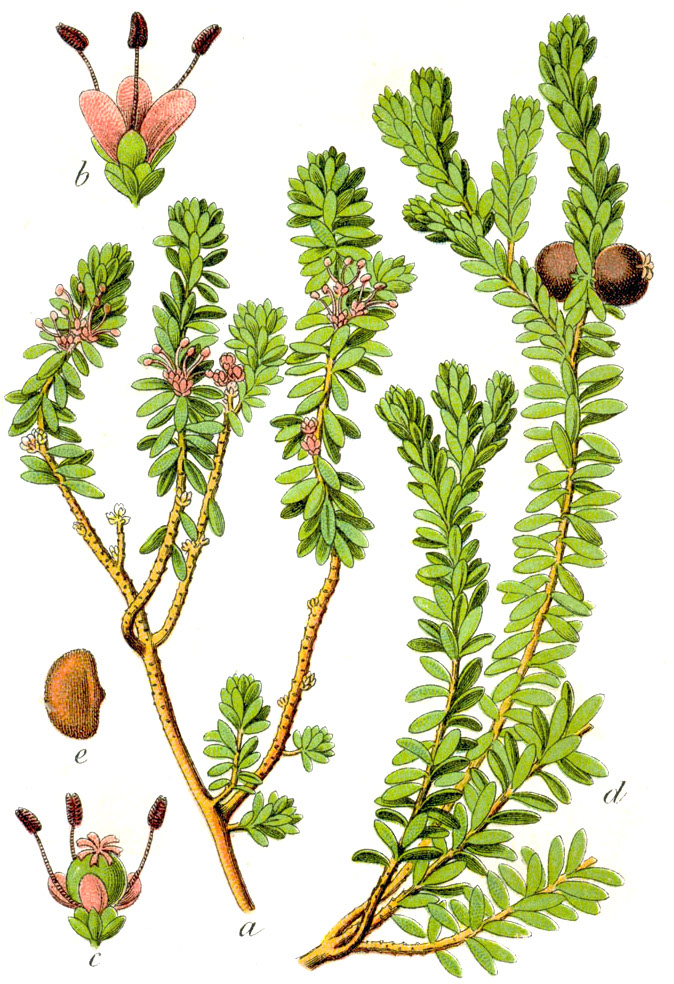
Водяника чёрная. Ботаническая иллюстрация Якоба Штурма из книги «Deutschlands Flora in Abbildungen» (1796)

Водяника — стелющийся кустарничек, высота которого редко превышает 20 см, а длина побегов может достигать 100 см.
Растёт пятнами — куртинами, каждая из которых представляет собой единую особь. Стебель тёмно-бурого цвета, плотно покрыт листьями, в молодом возрасте покрыт коричневатыми волосками; сильно ветвится, при этом ветви образуют придаточные корни. Куртина постепенно занимает всё больше и больше пространства, в то время как в её центре ветви постепенно отмирают. Изредка встречаются обширные заросли водяники — так называемые вороничники, или шикшёвники.
Подобно некоторым другим представителям семейства вересковых, водяника не может обходиться без симбиоза с грибами: от них она получает некоторые минеральные вещества, взамен снабжая их продуктами фотосинтеза.
Веточки, длиной до 1 м, большей частью скрыты в моховой подушке, покрыты точечными желёзками белого или янтарного цвета.
Листья очерёдные, мелкие, с очень короткими черешками, узкоэллиптические, длиной 3—10 мм. Края листа загнуты вниз и почти сомкнуты, из-за этого листья похожи на хвоинки, а само растение — на карликовую ёлочку. Каждый лист держится на ветви до пяти лет.

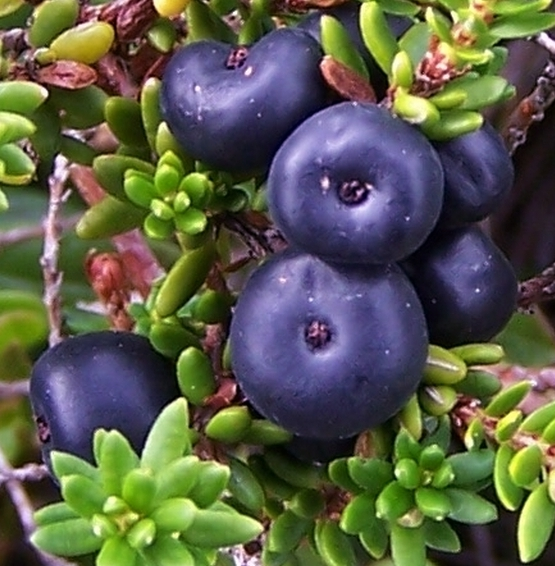
Ягоды водяники чёрной. Татры.

Растения однодомные или двудомные. Цветки пазушные, невзрачные; с двойным актиноморфным околоцветником, с тремя розовыми, красными или пурпурными лепестками и тремя чашелистиками; одиночные или в группе из двух-трёх штук. В тычиночных цветках три тычинки. Рыльце лучистое, завязь верхняя, в ней от 6 до 12 гнёзд. В условиях Европейской части России водяника цветёт в апреле — мае, в Сибири — в мае — июне. Опыление — с помощью насекомых: цветки водяники посещаются бабочками, мухами и пчёлами.
Плод — чёрная (с сизым налётом) или красная ягода диаметром до 5 мм с жёсткой кожицей и твёрдыми семенами, внешне похожая на ягоду черники. Созревает в августе. Сок имеет пурпурный цвет. Ягоды остаются на побегах до весны.

## Химический состав
Водяника содержит тритерпеновые сапонины, флавоноиды (кверцетин, кемпферол, рутин), дубильные вещества (до 4,5 %), эфирные масла, смолы, кумарины, бензойную и уксусную кислоты, антоцианы, витамин C, каротин, различные микроэлементы, в том числе марганец, сахара.

## Использование
Мягкая часть ягод съедобна, неплохо утоляют жажду, но невысокое содержание сахаров и кислот делает их на вкус довольно пресными.

### Традиционное использование

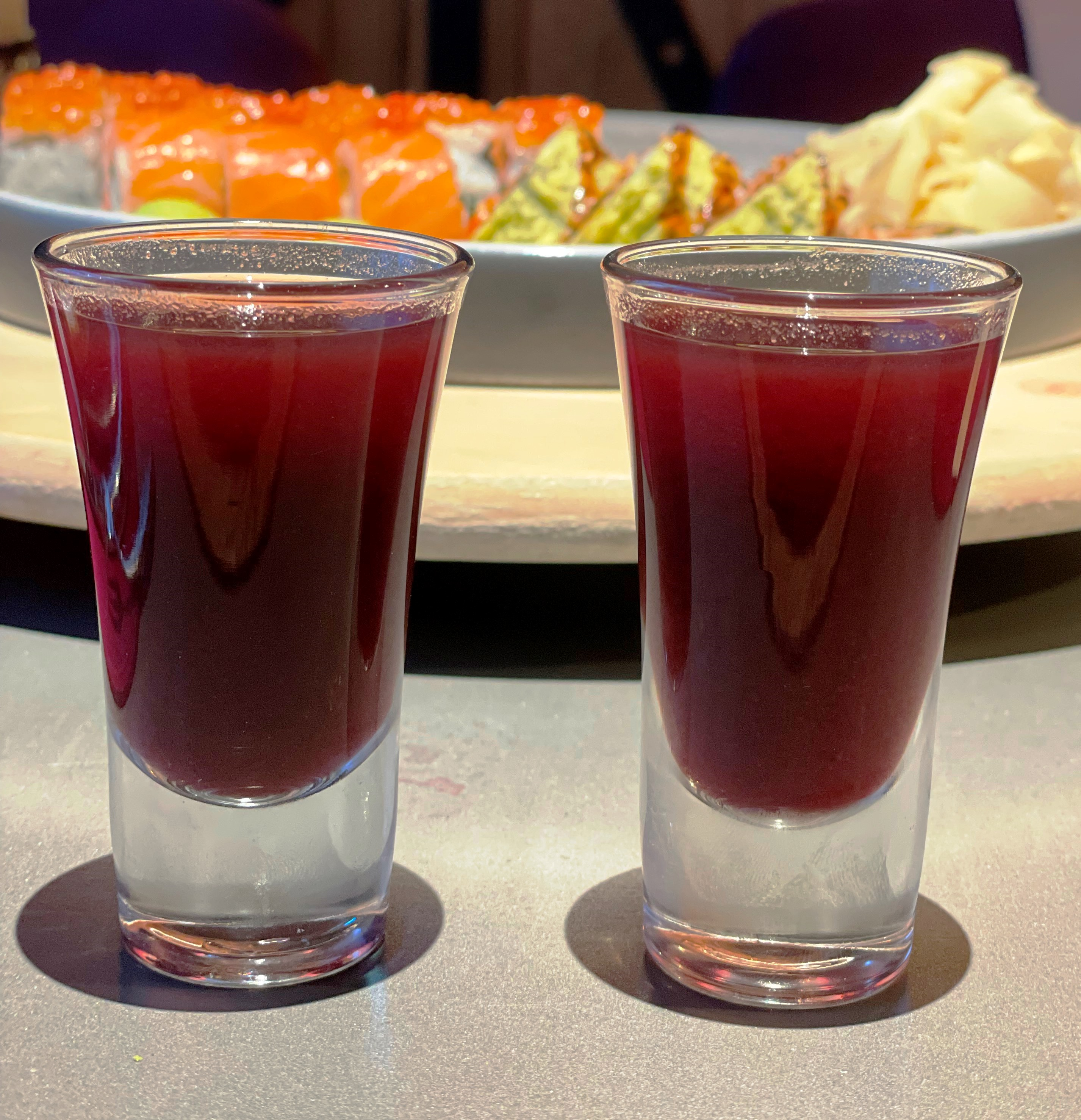
Настойка на ягодах чёрной водяники

Водяника входит в традиционный рацион некоторых коренных народов — например, саамов и инуитов. Некоторые племена американских индейцев заготавливали ягоды на зиму и ели их с жиром или маслом; кроме того, из листьев и побегов они готовили отвары или настои, которые применяли для лечения диареи и других желудочных заболеваний, соком из ягод лечили болезни почек (ягоды обладают мочегонным действием), а отваром из корней лечили глазные болезни.
В русской народной медицине отвар и водочная настойка из листьев и стеблей водяники применяется для лечения эпилепсии, параличей, нарушений обмена веществ, а также при головной боли, переутомлении и как противоцинготное средство. Отвар из листьев считается хорошим средством для укрепления волос, но также обладает сильным мочегонным эффектом.
В тибетской медицине водянику используют при головной боли, для лечения заболеваний печени и почек.
В пищу ягоды употребляют также с молоком и с кисломолочными продуктами. Из них готовят варенье, повидло, мармелад, начинку для пирогов; делают настойки. Используют как приправу к рыбе и мясу. В «Толковом словаре живого великорусского языка» В. И. Даля упоминается кирилка — сибирское кушанье из водяники с рыбой и ворванью (тюленьим жиром). Впрок водянику заготавливают в мороженом или мочёном виде. Поскольку в ягодах содержится бензойная кислота, они не подвергаются процессам брожения и их можно хранить без дополнительной обработки в герметически укупоренной стеклянной таре.
Поскольку ягоды водяники содержат в высокой концентрации пигмент антоциан, их использовали в качестве естественного красителя. В частности, из водяники изготавливали вишнёвую краску для окраски шерсти.

### Культивирование
| Жёлтолистный сорт 'Lucia' |

Водяника используется для оформления альпийских горок и композиций с камнями, а также как эффективное почвопокровное растение (поскольку стелющиеся побеги образуют густую тень, практически все сорняки ею подавляются), но встретить её в культуре можно нечасто.
Агротехника
Водянике, как и другим вересковым, нужна кислая почва, поэтому при посадке вносят торф, а в дальнейшем проводят регулярные мероприятия по недопущению ослабления кислотности почвы. Оптимальный уровень кислотности — 3,5—4,5 рН. Почва также должна быть рыхлой и водопроницаемой.
Сорта
Выведено несколько декоративных сортов:
- 'Bernstein' — с желтоватой листвой;
- 'Irland' — с густой зелёной листвой и стелющимися ветвями;
- 'Lucia' — с жёлтой листвой;
- 'Smaragd' — с густой тёмно-зелёной блестящей листвой и стелющимися ветвями.
- 'Zitronella' — с густой лимонно-жёлтой блестящей листвой и стелющимися ветвями.

## Классификация
В ранних классификациях Водяника, Корема (Corema) и Цератиола (Ceratiola) — выделялись в отдельное семейство Водяниковые (Empetraceae), но по результатам генетических исследований, проводимых APG, этот таксон был понижен в ранге до трибы Водяниковые (Empetreae) в составе подсемейства Эриковые (Ericoideae) семейства Вересковые.

### Таксономия
Empetrum Tourn. ex L., 1753, Sp. Pl. : 1022
Род Водяника относится к подсемейству Эриковые (Ericoideae) семейства Вересковые (Ericaceae) порядка Верескоцветные (Ericales). Таксономическая схема в соответствии с Системой APG IV по состоянию на декабрь 2023 года:
|  |                                      |  |                                   |                                   |                      |  | ещё 21 семейство | ещё 21 семейство  |                       |  |                                                            |  | еще 20 родов | еще 20 родов |  |
|  |                                      |  |                                   |                                   |                      |  | ещё 21 семейство | ещё 21 семейство  |                       |  |                                                            |  | еще 20 родов | еще 20 родов |  |
|  |                                      |  |                                   | порядок Верескоцветные            |                      |  |                  |                   | подсемейство Эриковые |  |                                                            |  |              |              |  |
|  |                                      |  |                                   | порядок Верескоцветные            |                      |  |                  |                   | подсемейство Эриковые |  | 4 подтвержденных вида и 4 таксона, ожидающих подтверждения |  |              |              |  |
|  | отдел Цветковые, или Покрытосеменные |  |                                   |                                   | семейство Вересковые |  |                  |                   | род Водяника          |  |                                                            |  |              |              |  |
|  | отдел Цветковые, или Покрытосеменные |  |                                   |                                   |                      |  |                  |                   |                       |  |                                                            |  |              |              |  |
|  |                                      |  | ещё 63 порядка цветковых растений | ещё 63 порядка цветковых растений |                      |  |                  | еще 5 подсемейств | еще 5 подсемейств     |  |                                                            |  |              |              |  |
|  |                                      |  |                                   | ещё 63 порядка цветковых растений |                      |  |                  |                   | еще 5 подсемейств     |  |                                                            |  |              |              |  |

### Виды

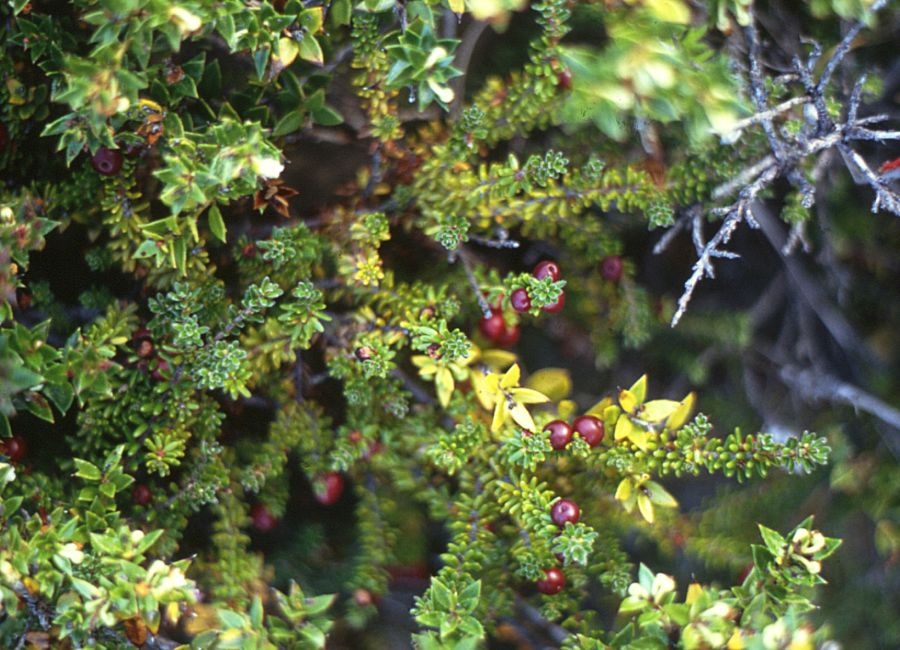
Empetrum rubrum, растения с ягодами

В зависимости от классификации в состав рода включались от 1 до нескольких видов.
Согласно одним данным, род являлся монотипным; единственный вид — Водяника чёрная, или Водяника черноплодная (Empetrum nigrum L.). Вид имеет две разновидности:
- Empetrum nigrum var. asiaticum Nakai
- Empetrum nigrum var. japonicum K.Koch

По другим данным, род включал в себя несколько видов:
- Empetrum hermaphroditum Lange ex Hagerup — Водяника обоеполая. Однодомное растение с тёмно-зелёными листьями и чёрными ягодами.

Синоним: Empetrum nigrum subsp. hermaphroditum
- Empetrum nigrum L. — Водяника чёрная. Двудомное растение с жёлто-зелёными листьями и чёрными ягодами.
- Empetrum rubrum Vahl — Водяника красная. Южноамериканский вид с красными ягодами. На кустах изредка попадаются и чёрные ягоды, показывающие родство с исходным видом, водяникой чёрной.

Синонимы: Empetrum atropurpureum Fernald & Wiegand — Водяника красноплодная; Empetrum erythrocarpum; Empetrum eamesii subsp. atropurpureum.
- Empetrum subholarcticum V.N.Vassil. — Водяника почти-голарктическая. Однодомное растение с чёрными ягодами.

По современной классификации насчитывает 4 подтвержденных вида
- Empetrum atropurpureum Fernald & Wiegand — Водяника красноплодная
- Empetrum eamesii Fernald & Wiegand
- Empetrum nigrum L. — Водяника чёрная, включая 8 внутривидовых таксонов в том числе
  - Empetrum nigrum subsp. hermaphroditum L. — Водяника обоеполая
- Empetrum rubrum Vahl ex Willd. — Водяника красная

и ещё 4 таксона, ожидающих подтверждения таксономического положения:
- Empetrum acetosum Rumph.
- Empetrum acetosum f. album Rumph.
- Empetrum acetosum f. rubrum Rumph.
- Empetrum pinnatum Lam.